# Special Edition (Vinnie Vincent Invasion)
Speacial Edition è una raccolta del gruppo musicale statunitense Vinnie Vincent Invasion, pubblicata nel 2003.

## Tracce

### CD 1
1. Boyz Are Gonna Rock– 4:56
2. Shoot U Full of Love –  4:42
3. No Substitute – 3:52
4. Animal – 4:39
5. Twisted – 4:33
6. Do You Wanna Make Love – 3:22
7. Back on the Streets – 4:48
8. I Wanna Be Your Victim – 4:35
9. Baby-O – 3:44
10. Invasion – 5:24

### CD 2
1. Ashes to Ashes – 6:02
2. Dirty Rhythm – 3:37
3. Love Kills – 5:33
4. Naughty Naughty – 3:29
5. Burn –  4:37
6. Let Freedom Rock – 5:30
7. That Time of Year – 4:42
8. Heavy Pettin' – 4:10
9. Ecstasy – 4:35
10. Deeper and Deeper – 3:54
11. Breakout – 3:59

## Formazione
- Robert Fleischman – voce nel CD 1
- Mark Slaughter – voce nel CD 2
- Vinnie Vincent – chitarra, seconda voce
- Dana Strum – basso, cori
- Bobby Rock – batteria